# 9758 Dainty
9758 Dainty eller 1991 GZ9 är en asteroid i huvudbältet som upptäcktes den 13 april 1991 av den brittiske astronomen Duncan Steel vid Siding Spring-observatoriet. Den är uppkallad efter John Christopher Dainty.
Asteroiden har en diameter på ungefär 8 kilometer och den tillhör asteroidgruppen Chloris.